# Wegen in Frankrijk

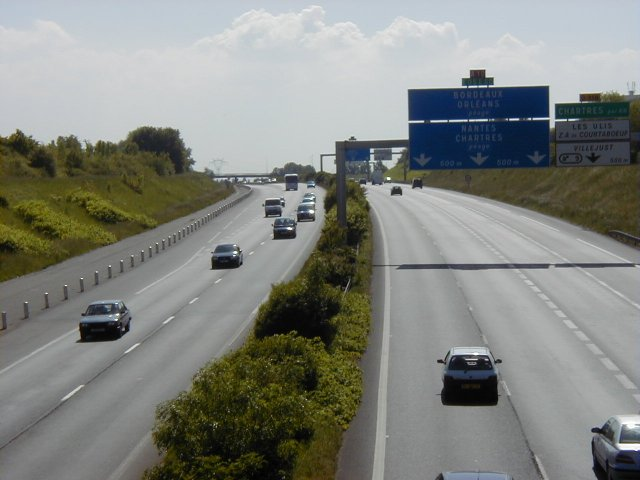
De A10 bij Parijs

Het wegennet van Frankrijk is een van de dichtst vertakte wegennetten ter wereld met een gezamenlijke lengte van ongeveer 1 miljoen kilometer.

## Indeling
Het Franse wegennet bestaat uit verschillende lagen. De hoogste laag zijn de autosnelwegen (Autoroutes) met een A-nummer. Dit zijn wegen die zijn uitgebouwd tot autosnelwegnormen. Voor veel autosnelwegen moet tol betaald worden.
De tweede laag zijn de nationale wegen (Routes nationales) met een N-nummer. Dit zijn de niet-autosnelwegen die beheerd worden door de Franse staat. Tot 2006 vormden ze een netwerk dat los stond van het autosnelwegennet, maar doordat veel N-wegen die parallel aan autosnelwegen lagen in dat jaar zijn overgedragen aan de departementen, vormen de nationale wegen nu een aanvullend netwerk. 
De derde laag zijn de departementale wegen (Routes départementales) met een D-nummer. Dit zijn de niet-autosnelwegen die beheerd worden door de departementen.
In de metropolen, dit zijn de intercommunales rond de grootste steden, worden vanaf de jaren 2010 wegen beheerd door die metropolen, de grootstedelijke wegen (Routes métropolitaines), met een M-nummer.
De onderste laag zijn de lokale wegen (Routes communales of Chemins) met een C-nummer. 
De wegnummering van de autosnelwegen en nationale wegen is nationaal geregeld. De nummering van de departementale wegen en lokale wegen zijn departementaal en lokaal geregeld. Daardoor komt hetzelfde wegnummer in meerdere departementen voor en veranderen de nummers van deze wegen vaak aan de grenzen van de departementen.

## Bewegwijzering
Op de autosnelwegen worden blauwe borden met witte tekst gebruikt. Op de overige wegen worden witte borden met zwarte tekst gebruikt. Belangrijke steden (points verts) worden buiten de autosnelwegen aangegeven op een groene achtergrond, zodat ze beter opvallen tussen de kleinere doelen.
Het lettertype dat in Frankrijk wordt gebruikt is Caractères. Voor interlokale doelen wordt kapitaalschrift (met hoofdletters) gebruikt. Voor lokale doelen wordt cursiefschrift (schuin) gebruikt.
De wegnummers zelf zijn wit op rode achtergrond (voor autoroutes (A-wegen) en routes nationales (N-wegen)) of zwart op gele achtergrond (routes départementales (D-wegen)).

## Snelheidslimieten
- binnen de bebouwde kom 50 km/u
- buiten de bebouwde kom 80 km/u
- tweerichtingswegen zonder middenafscheiding met twee rijstroken per richting (2X2) 90 km/u (bij regen 80 km/u)
- op tolvrije wegen met gescheiden rijbanen en 4 rijstroken 110 km/u (bij regen 100 km/u)
- autosnelwegen 130 km/u (bij regen 110 km/u)

## Autoroutes
Autosnelwegen (de autoroutes) in Frankrijk kunnen in twee groepen worden onderverdeeld:
- staatswegen, totale lengte 1600 km
- privaatwegen, of combinatie van de staat en concessiehouders (zoals ASF, SAPRR, Sanef en Cofiroute). De totale lengte van deze wegen bedraagt 7700 km. Een groot deel van deze autoroutes' zijn tolwegen.

## Concessiehouders van de Franse autosnelwegen
| Afkorting | Volledige naam                                          | Gebied                                                                                        | Lengte net (in km)      | Opmerkingen                          |
| --------- | ------------------------------------------------------- | --------------------------------------------------------------------------------------------- | ----------------------- | ------------------------------------ |
| ALIS      | Autoroute de Liaison Seine-Sarthe                       | A28 Rouen-Alençon                                                                             | 125                     |                                      |
| APRR      | Autoroutes Paris-Rhin-Rhône                             | Rond Parijs, de Rijn en de Rhône                                                              | 1801, 22 km in aanbouw  | Bezit ook AREA                       |
| Arcour    | Autoroute Artenay-Courtenay                             | A19                                                                                           | 133                     |                                      |
| AREA      | Autoroutes Rhône-Alpes                                  | Rond de Rhône en de Alpen                                                                     | 394                     | Dochteronderneming van APRR          |
| ASF       | Autoroutes de Sud de la France                          | Zuid-Frankrijk                                                                                | 2325, 334 km in aanbouw | Bezit ook Escota                     |
| ATMB      | Autoroutes et Tunnels du Mont Blanc                     | Mont Blanc                                                                                    | 107                     |                                      |
| CEVM      | Companie Eiffage du Viaduc de Millau                    | Viaduct van Millau                                                                            | 2,5 km                  | Concessiehouder met het kleinste net |
| Cofiroute | Companie Industrielle et Financière des Autoroutes      | Bretagne, Centre-Val de Loire, Île-de-France, Normandië, Pays de la Loire, Nouvelle-Aquitaine | 985, 117 in aanbouw     | Mede-eigenaar van Toll Collect       |
| Escota    | Société des Autoroutes Esterel-Côte d'Azur              | Esterelstreek en Côte d'Azur                                                                  | 460                     | Dochteronderneming van ASF           |
| Sanef     | Société des Autoroutes du Nord et de l'Est de la France | Noord- en Oost-Frankrijk                                                                      | 1317                    | Bezit ook SAPN                       |
| SAPN      | Société des Autoroutes Paris-Normandie                  | Rond Parijs en in Normandië                                                                   | 366                     | Dochteronderneming van Sanef         |
| SRFTF     | Société français du Tunnel Routier du Fréjus            | Frans deel van de Fréjustunnel en stuk van de A43                                             | 67                      | Italiaans deel is eigendom van SITAF |

## Verkeersradio's
Langs praktisch alle Franse autosnelwegen is 107.7 FM actief. Dit station zendt veel muziek uit, met elk kwartier actuele verkeersinfo. Op 107.7 FM kan je ook TMC-info ontvangen langs de autoroutes.
- ASF: Radio Trafic FM
- ATMB: Radio Trafic FM
- Cofiroute: Autoroute FM
- Escota: Radio Trafic FM
- Sanef: 107.7 FM
- SAPRR: Autoroute Info 107.7 FM
- AREA: rhônalp'1